# Myrmidonowie
Myrmidonowie (gr. Μυρμιδόνες Myrmidónes, łac. Myrmidones) – lud pierwotnie zamieszkujący Eginę. Występują m.in. w Iliadzie Homera, gdzie towarzyszą Achillesowi w wojnie trojańskiej. Byli brutalni, nieokrzesani i okrutni. Wykonywali wszelkie rozkazy bez skrupułów.
Nazwa Myrmidonów wywodzi się ze starogreckich wyrazów μυρμηδών myrmedṓn – 'mrowisko' oraz μύρμηξ mýrmēx – 'mrówka'. Z tym faktem powiązany jest mit, który jest opisany u Owidiusza w Przemianach. W nim Ajakos, król Eginy, ojciec Peleusa i Telamona, modli się do Zeusa, prosząc go o zaludnienie jego kraju. Śnią mu się mrówki na drzewie, które magicznie przekształcają się w ludzi.